# Ignasze
Ignasze – przysiółek wsi Radawa w Polsce, położony w województwie podkarpackim, w powiecie jarosławskim, w gminie Wiązownica.
Dawniej Ignasze stanowiło odległą eksklawę gminy jednostkowej Stare Sioło (oddzieloną od Starego Sioła obszarem gminy jednostkowej Zapałów), która należała do powiatu lubaczowskiego w województwie lwowskim, wrzynając się głęboko w powiat jarosławski. 15 czerwca 1934 eksklawę zlikwidowano poprzez odłączenie Ignasza od gminy Stare Sioło i włączenie go do gminy jednostkowej Radawa w powiecie jarosławskim.
W latach 1975–1998 miejscowość położona była w województwie przemyskim.